# Inositolo
L'inositolo (in passato chiamato impropriamente vitamina B7) è un composto di origine biologica strutturalmente simile al glucosio (anche se chimicamente non è uno zucchero), coinvolto in numerosi processi biologici tra cui quelli di signalling cellulare, ed un elemento strutturale (nella forma coniugata con lipidi). Può essere sia assunto con la dieta che sintetizzato dall'organismo. Può ritrovarsi sotto forma di diversi stereoisomeri e presentare un grado più o meno elevato di fosforilazione. In particolare, quando si parla di inositolo, ci si riferisce comunemente alla forma mio-inositolo, che non presenta gruppi fosforici legati.

## Chimica
Con inositolo ci si riferisce ad una famiglia di molecole isomere, due delle quali sono stereoisomeri. Da un punto di vista chimico, gli inositoli sono dei polioli carbociclici; non sono zuccheri in quanto i monosaccaridi, nella loro forma ciclica, sono emiacetali o emichetali (strutture eterocicliche contenenti ossigeno), mentre l'inositolo possiede un anello omociclico. La forma più importante in natura è il mio-inositolo (cis-1,2,3,5-trans-4,6-cicloesanesolo), ma occasionalmente si rilevano altri isomeri conformazionali che differiscono solamente per il differente orientamento dei gruppi -OH, come scyllo-, chiro-, muco-, neo-inositolo. Altri isomeri possibili sono allo-, epi-, cis-inositolo. Quando ci si riferisce agli integratori alimentari, generalmente si intende il mio-inositolo.
Nella sua conformazione più stabile il mio-inositolo assume la conformazione a sedia, in cui 5 idrossili sono posti in conformazione equatoriale ed 1 in conformazione assiale (quello in C2); si presenta come una polvere di bassa palpabilità, di colore bianco niveo, inodore, dal sapore lievemente dolce.
I derivati fosforilati sono generalmente chiamati fitati.

## Presenza in natura e sintesi
L'inositolo si trova in molti alimenti, in particolare nei cereali, nelle noci, nella frutta - specialmente in meloni ed arance - ma risulta insolubile, e per questo motivo l'inositolo contenuto negli alimenti è spesso scarsamente assorbibile. L'inositolo non è in realtà una vitamina (anche se è spesso conosciuto come vitamina B7), perché, a differenza di queste, l'organismo è in grado di sintetizzarlo in quantità sufficiente, per cui ricade nella classe delle pseudovitamine nel complesso B.
Il myo-inositolo è sintetizzato a partire dal glucosio-6-fosfato in due passaggi: il primo, catalizzato da una inositolo-3-fosfato sintasi (come ISYNA1), lo converte in mio-inositolo-1-fosfato, che viene poi defosforilato a mio-inositolo da una fosfatasi. Negli umani la maggior parte dell'inositolo, generalmente alcuni grammi al giorno, viene sintetizzato nei reni.

### Acido fitico
L'acido fitico (IP6 o fitato) è un derivato dell'inositolo formato da una molecola di inositolo a cui sono legati gruppi fosfato al posto degli -OH, e rappresenta la principale forma di stoccaggio di fosforo inorganico in molte specie vegetali, specie nei semi. L'acido fitico è inassorbibile dagli organismi superiori (a parte i ruminanti) perché non possiedono nel loro apparato digestivo i batteri e gli enzimi in grado di degradare questo composto. Inoltre l'acido fitico, per via della sua capacità di legare ioni metallici come calcio, magnesio, zinco e ferro, può esacerbare stati di carenza di minerali in soggetti predisposti che mangiano grandi quantità di vegetali (come accade ad esempio nei paesi in via di sviluppo).

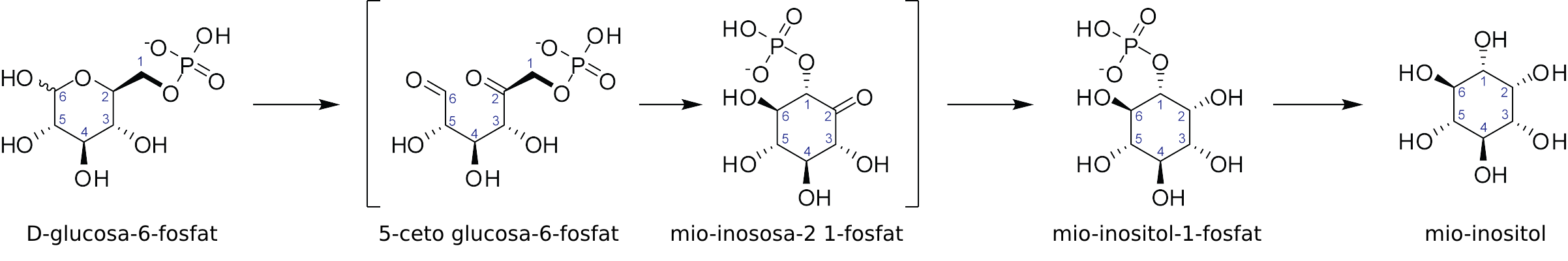
Sintesi del mio-inositolo

## Ruolo biologico e applicazioni
L'inositolo ed i suoi derivati partecipano a numerosi e fondamentali processi biologici, quali: 
- Trasduzione del segnale dell'insulina Insulin[5]
- Formazione del citoscheletro
- Sistema nervoso (epsina)
- Controllo della concentrazione di calcio intracellulare[6]
- Mantenimento del potenziale di membrana cellulare[7]
- Degradazione dei grassi[8]
- Regolazione dell'espressione genica[9][10]

Dalla sua fosforilazione si possono ottenere fino a 70 diverse molecole (raccolte in diversi gruppi in base al numero di gruppi fosfato presenti, IP1-IP9), ognuna con un diverso ruolo nel signalling intracellulare. Inoltre esse possono essere legate a numerosi altri composti come ad esempio i lipidi, per formare i fosfatidilinositoli polifosfati.

### Farmacologia
L'Inositolo è assorbito mediante un sistema di co-trasporto sodio dipendente che media anche l'assorbimento di glucosio (l'integrazione di inositolo si è infatti dimostrata in grado di limitare quella di glucosio). L'applicazione di soft gel all'inositolo (delle capsule riempite di liquido in modo da eliminare steps limitanti come la dissoluzione) ha permesso di incrementare notevolmente la biodisponibilità orale del composto del 30%.
Dopo l'ingestione, l'inositolo raggiunge il picco plasmatico in circa 2-3 ore. Nell'organismo viene convertito rapidamente in alcuni isomeri come epi- e D-chiro- da delle epimerasi, alcune delle quali risultano essere presenti in bassa quantità nei soggetti con insulino resistenza, e che vengono saturate rapidamente da dosi medie (alcuni grammi) del composto. L'inositolo ha mostrato efficacia in alcuni disturbi psichiatrici ma ha una bassa permeabilità nella barriera ematoencefalica (meno del 3% della concentrazione del composto circolante riesce ad attraversarla), che però tende ad aumentare nel corso di un trattamento continuato: il trattamento con 12 g al giorno del composto ha comportato un aumento del 70% dei livelli di inositolo nel fluido cerebrospinale di pazienti.

### Usi terapeutici
La struttura dell'inositolo gioca un ruolo fondamentale nei messaggeri secondari in cellule eucariotiche, come inositolo fosfato o come lipidi fosfatidilinositolo (PI) e fosfatidilinositolofosfato (PIP). Questa sua proprietà sembra essere la responsabile dei suoi effetti terapeutici, alcuni dei quali provati anche in test clinici su pazienti. Il mio inositolo è considerato come un composto sicuro ed è inoltre idrosolubile (al pari di altri composti del complesso delle vitamine B) che ne previene un eccessivo accumulo. La sua deplezione alimentare non sembra causare stati patologici, proprio grazie alla capacità del corpo di sintetizzarlo, ma la sua integrazione si è mostrata capace di agire su diverse patologie, in particolare disturbi d'ansia, sindrome dell'ovaio policistico, sindromi metaboliche senza causare effetti collaterali rilevanti (si possono presentare disturbi gastro intestinali nel 5% dei pazienti specie ai dosaggi più alti).

#### Sistema nervoso centrale
L'inositolo ed i suoi derivati sembrano giocare un ruolo fondamentale nell'equilibrio del sistema nervoso centrale, anche se le sue numerose implicazioni non sono state ancora del tutto delucidate. Bassi livelli di mio-inositolo sono stati rilevati nel cervello di pazienti depressi e di suicidi; i sali di litio, uno dei trattamenti di prima linea per il disturbo bipolare, vanno tra le altre cose ad alterare i livelli di inositoli nel cervello. Perciò il mio-inositolo è stato sperimentato nel trattamento di diverse patologie psichiatriche.

##### Disturbi depressivi ed ansia
Sembra avere qualche efficacia nel trattamento della depressione (a dosaggi superiori a 12 g/giorno) dove in alcuni studi ha mostrato una diminuzione statisticamente significativa rispetto al placebo dei sintomi (da 33.4 a 21.6 in media nei pazienti trattati con inositolo, rispetto ai valori da 32.9 a 28.9 nel gruppo placebo misurati con la scala HDS, secondo i risultati di uno studio). Alcuni pazienti che non hanno risposto al trattamento con inositolo hanno trovato beneficio con un SSRI, ma l'aggiunta di inositolo ad un SSRI non sembra fornire benefici aggiuntivi all'effetto dell'antidepressivo.
Il myo-inositolo (al dosaggio di 18 g/giorno) in studi in doppio cieco è risultato efficace nel trattamento del disturbo ossessivo-compulsivo quanto gli SSRI, dei farmaci antidepressivi utilizzati come trattamento per questa patologia, ma a differenza di questi è risultato virtualmente privo di effetti collaterali.
In un altro studio, inositolo al dosaggio di 18 grammi al giorno, è risultato efficace quanto fluvoxamina (un antidepressivo SSRI) nel trattamento del disturbo da attacchi di panico. Sembra che anche una dose minore (di 12 g/giorno) possa avere una qualche efficacia. Sembra che la sua efficacia come ansiolitico dipenda dalla gravità iniziale della patologia, fornendo i benefici maggiori nei pazienti con disturbo grave.

##### Disturbo disforico premestruale
Il disturbo disforico premestruale è un disturbo dell'umore associato alla sindrome premestruale. Uno studio ha mostrato che l'integrazione di 4 g di inositolo 3 volte al giorno diminuisce i disturbi dell'umore e di depressione ed ansia in maniera statisticamente significativa; questi effetti benefici si sono mantenuti per i 6 mesi del trattamento. Tuttavia non sono stati condotti studi abbastanza numerosi per replicare e confermare i risultati.
L'inositolo è stato sperimentato anche nel trattamento di disturbo post traumatico da stress, disturbo bipolare, schizofrenia e per il morbo di Alzheimer non mostrando però in questi casi efficacia significativa.

#### Sindrome metabolica e diabete
La sindrome metabolica è una patologia complessa e multifattoriale nella quale diversi fattori fra loro correlati concorrono ad aumentare la possibilità di sviluppare patologie a carico dell'apparato circolatorio e diabete. 
L'inositolo fa parte di una serie di composti che attivano la risposta dell'insulina all'interno della cellula (è uno dei principali messaggeri secondari) di cui fanno parte i "fosfoglicani legati all'inositolo" di tipo A (IGP-A) e quelli di tipo P (IGP-P o D-chiro-inositolo legato a galattosamine). Questi composti hanno delle funzioni opposte all'interno del metabolismo e tendono ad antagonizzarsi, per cui il loro bilancio è essenziale al corretto funzionamento dell'organismo e l'insulino resistenza è associata ad uno sbilanciamento di questi sistemi. L'inositolo sembra agire normalizzando il rapporto tra questi composti.
L'insulina promuove l'ingresso di glucosio nelle cellule anche attraverso la mobilitazione delle riserve vescicolari dei trasportatori del glucosio (GluT4), delle proteine trasportatrici di membrana che grazie all'attivazione di una serie di messaggeri chimici, di cui fanno parte dei derivati fosforilati dell'inositolo come il PIP3, vengono trasportati nella membrana. In dei modelli animali, l'ingestione di inositolo ha promosso l'espressione dei trasportatori del glucosio e quindi diminuito l'insulino resistenza.Inoltre l'integrazione con inositolo 10g/giorno si è mostrata in grado di diminuire il colesterolo LDL nelle persone con sindrome metabolica (ma non nei pazienti che non la hanno) probabilmente come effetto secondario all'aumento di particolari lipoproteine prodotte dai reni (i plasmalogeni) la cui quantità tende a diminuire con l'età e in soggetti con iperlipidemie.
Uno studio ha mostrato come inositolo 500 mg due volte al giorno sia in grado di migliorare sensibilmente la funzionalità nervosa periferica nei pazienti con sofferenza nervosa dovuta a diabete.
In uno studio, in delle donne con sindrome metabolica post menopausa, l'integrazione con inositolo alla dose di 2 grammi al giorno ha causato il miglioramento dei marker metabolici per la malattia (livelli di insulina, glucosio ed insulino resistenza) che si sono mantenuti durante tutta la durata dello studio (un anno) mostrando anzi un lieve ulteriore miglioramento nel corso dei mesi. Usato al dosaggio di 4g/giorno, in uno studio ha mostrato di diminuire i marker di diabete gestionale nelle donne incinte (in particolare livelli di glucosio ed insulino resistenza) e di diminuire il rischio di sviluppo di diabete gestionale nelle donne con ovaio policistico dal 52% al 17,2%, senza però influire sull'andamento della gravidanza.

#### Sindrome dell'ovaio policistico
Molto promettenti ed ormai numericamente consistenti sono gli studi che dimostrano l'utilità dell'inositolo, ed in particolare del D-chiro-inositolo (DCI), nel trattamento della sindrome dell'ovaio policistico (PCOS), una sindrome caratterizzata tra l'altro da scarso controllo del glucosio ematico, iperandrogenismo, squilibri ormonali, che pur non risultando pericolosa nell'immediato può predisporre allo sviluppo di altre malattie. In studi in doppio cieco è stato dimostrato che l'inositolo è un trattamento efficace e sicuro contemporaneamente per diverse manifestazioni cliniche della sindrome dell'ovaio policistico (PCOS) tra cui insulino-resistenza, iperandrogenismo, fertilità (in maniera più efficace rispetto alla metformina) e oligoamenorrea, sia con DCI che con mio-inositolo a dosaggi di 2 grammi al giorno che con loro combinazioni che si crede abbiano un effetto sinergico (ad esempio a dosaggi di 2 g e 0,2 g rispettivamente di mio e D-chiro inositolo). Alcuni studi hanno evidenziato come il loro effetto possa essere aumentato con l'integrazione di melatonina.
Questi studi hanno dimostrato che esistono difetti nel metabolismo del DCI nella sindrome dell'ovaio policistico che possono essere corretti da una sua integrazione, chiarendo così il conseguente ruolo del DCI nella trasduzione del segnale dell'insulina.